# Henry Stafford, I barone Stafford
Henry Stafford (Penshurst, 18 settembre 1501 – Caus Castle, 30 aprile 1563) è stato un nobile inglese.

## Biografia
Era figlio di Edward Stafford, III duca di Buckingham e Eleanor Percy, figlia di Henry Percy, IV conte di Northumberland.

### Titoli e carriera politica
Ebbe il titolo di conte di Stafford fino alla perdita dei titoli da parte del padre che venne giustiziato nel 1521.
Anni dopo, nel 1547, Henry chiese al parlamento di poter riavere la nobiltà che spettava alla sua famiglia ma non le terre che erano di suo padre. Ottenne così nel 1548 da Edoardo VI d'Inghilterra di essere creato primo barone Stafford.
Nel 1554, dopo aver chiesto a Maria I d'Inghilterra assistenza economica, venne fatto uno dei ciambellani dello scacchiere, una posizione che gli garantiva 50 £.
Nel 1531 lo Staffordshire lo elesse giudice del distretto e poi giudice di pace sia per lo Staffordshire che per lo Shropshire nel 1536. Tra il 1558 ed il 1559 fu Lord Luogotenente dello Staffordshire, una carica che includeva anche il titolo di cancelliere del giudice di pace.

### Matrimoni
Il 16 febbraio 1519 Henry sposò Ursula Pole, figlia della contessa di Salisbury Margaret Pole e Sir Richard Pole. Il matrimonio era stato organizzato dal duca di Buckingham su consiglio del cardinale Thomas Wolsey. La dote della sposa era fissata a 3 000 marchi che sarebbe cresciuta di altri 1 000 marchi se la contessa di Salisbury avesse riavuto indietro dal re certi terreni.
La contessa si impegnava a dare terreni nel Somerset e nel Devon del valore di 700 marchi alla coppia e ai loro figli. Ma il duca di Buckingham avrebbe dovuto fare la sua parte mettendo d parte suoi terreni del valore di 500 £ come appannaggio vedovile di Ursula. Egli dovette anche pagare le spese del matrimonio, tranne i ricchi abiti della sposa a cui aveva provveduto la madre.
Dopo il matrimonio la coppia andò a vivere presso la residenza del duca di Buckingham, dove erano sorvegliati da dei guardiani.
Henry e Ursula ebbero circa quattordici figli:
- Henry Stafford (novembre 1520);
- Dorothy Stafford (1º ottobre 1526- 22 settembre 1604), sposò Sir William Stafford;
- Henry Stafford, II barone Stafford (1527-1566), sposò Elizabeth Davy;
- Thomas Stafford, (c. 1533 – 28 maggio 1557) giustiziato per alto tradimento;
- Edward Stafford, III barone Stafford (17 gennaio 1535- 18 ottobre 1603), che sposò Maria Stanley, figlia di Edward Stanley, III conte di Derby;
- Richard Stafford, che sposò Mary Corbet;
- Walter Stafford (c.1539- dopo il 1571);
- William Stafford;
- Elizabeth Stafford, sposò Sir William Neville;
- Anne Stafford, sposò Sir Henry Williams;
- Susan Stafford (?- dopo il 1547);
- Jane Stafford.

### L'interesse letterario
Stafford aveva un'estesa biblioteca contenente 300 libri prevalentemente in latino. Nel 1548 pubblicò una traduzione in inglese del trattato del 1534 di Edward Foxe: "The True Dyfferens Betwen the Royall Power and the Ecclesiasticall Power", (titolo originale: De vera differentia regiae potestatis et ecclesiae. Sotto il regno della cattolica Maria I, essendosi riconvertito al cattolicesimo, tradusse due trattati di Erasmo contro Lutero.